# Nậm Nhé
Nậm Nhé là một con sông thuộc lưu vực sông Đà, chảy ở huyện Mường Nhé tỉnh Điện Biên và huyện Nậm Nhùn tỉnh Lai Châu, Việt Nam .
Sông có chiều dài cỡ 70 km và diện tích lưu vực là 389 km², mã sông là "02 02 63 19 10" . Tên sông được dùng để đặt tên mường và sau đó là tên huyện.
Trong các văn bản nhà nước về quy chuẩn địa danh thì Danh mục địa danh Lai Châu TT 44/2013/TT-BTNMT  viết là "nậm Nhè", còn trong Danh mục địa danh Điện Biên TT 47/2013/TT-BTNMT thì viết là "nặm Nhé" .

## Dòng chảy
Nậm Nhé bắt nguồn từ dãy núi ở biên giới Việt - Lào, tại thị trấn Mường Nhé huyện Mường Nhé tỉnh Điện Biên 22°10′33″B 102°24′51″Đ / 22,17583°B 102,41417°Đ.
Các suối hợp lưu và chảy theo hường đông nam, qua xã Mường Toong và Huổi Lếch thì đổi hướng đông bắc 22°5′38″B 102°40′2″Đ / 22,09389°B 102,66722°Đ.
Tại bản Táng Ngá xã Nậm Chà thuộc huyện Nậm Nhùn, tỉnh Lai Châu nó hợp lưu với dòng Nậm Ngà chảy từ hướng tây bắc tới 22°10′8″B 102°48′11″Đ / 22,16889°B 102,80306°Đ.
Sau đó dòng chảy theo hướng đông nam, đổ vào Nậm Chà. Từ đó nước đổ vào Nậm Pồ rồi chảy theo dòng có tên là Nậm Nhạt dài 12 km, chảy theo hướng đông bắc, đi qua bản Nậm Nhạt xã Nậm Chà, đổ vào sông Đà phía tả ngạn, phía thượng lưu Thủy điện Lai Châu cỡ 5 km 22°8′28″B 102°55′22″Đ / 22,14111°B 102,92278°Đ.

## Thủy điện
Các thủy điện trong lưu vực Nậm Nhé đang được kêu gọi đầu tư.

## Chỉ dẫn
1. ↑  Trong tiếng Thái-Tày "Nậm" có nghĩa là nước, sông, suối.